# Dani Vieira
 Daniela Vieira da Silva  (São Paulo, 2 de julho de 1980) é uma ex voleibolista indoor brasileira que atua na posição de Central que conquistou pelas categorias de base da Seleção Brasileira o título do Campeonato Mundial Infanto-Juvenil de 1997 na China, além da medalha de ouro no Campeonato Sul-Americano Juvenil de 1998 na Argentina e prata no Campeonato Mundial Juvenil de 1999 no Canadá.Em clubes possui o bicampeonato no extinto Torneio Internacional Salonpas Cup, 2002 e 2006, além da prata em 2004,  bicampeonato também obtido no Torneio Internacional Top Volley nos anos de 2004 e 2006 além da prata em 2010; também disputou uma edição da Liga dos Campeões da Europa de 2007-08, foi também medalhista de ouro do Campeonato Sul-Americano de Clubes em 2010 no Peru e medalhista de prata no Campeonato Mundial de Clubes do Qatar no mesmo ano.

## Carreira
Dani foi atleta nas categorias de base do Banespa e SPFC e em seguinte passou atuar pelo Mappin/Pinheiros,  quando surgiu a primeira convocação para as categorias de base da Seleção Brasileira, ocasião que disputou o Campeonato Mundial Infanto-Juvenil de 1997 em Chiang Mai-China, obtendo nesta edição a medalha de ouro e disputou a edição da Superliga Brasileira A 1997-98, a primeira de sua carreira, embora não tenha marcado pontos, participou da campanha do quarto lugar.
No ano seguinte atuou pelo mesmo clube que utilizou a alcunha  Blue Life/Pinheiros conquistou o título do Campeonato Paulista  Juvenil de 1998, e neste mesmo ano foi convocada para Seleção Brasileira para disputar o Campeonato Sul-Americano Juvenil , este realizado em Santa Fé-Argentina, e no qual conquistou o título e o representou este clube também n a Superliga Brasileira A 1998-99, quando marcou 12 pontos, destes 7 no ataque, 3 de bloqueios e dois de saques encerrando na competição em sétimo lugar.
No ano de 1999 integrou novamente a Seleção Brasileira na conquista da medalha de prata no Campeonato Mundial Juvenil  sediado em Saskatoon-Canadá.Nesse mesmo ano conquistou pelo Blue Life/Pinheiros o título do Campeonato Paulista e disputou a Superliga Brasileira A 1999-00, quando marcou 8 pontos, destes 4 de ataques, 3 de bloqueios e 1 de saque encerrando novamente na competição em quarto lugar.Na temporada 2000-01 atuou pela Petrobrás/Força Olímpica  (DF) na referente Superliga Brasileira A  registrando 165 pontos, destes foram:109 de ataques, 48 de bloqueios e 8 provenientes de saques contribuindo para equipe avançar aos playoffs e encerrar na oitava colocação.
Transferiu-se para o Macaé/Nuceng, e por este clube obteve o título da Copa dos Campeões de 2001 e  o quinto lugar na Superliga Brasileira 2001-02 edição na qual realizou um total de 97 pontos, 67 de ataques, 28 de bloqueios e 2 de saques.No período esportivo 2002-03 passou atuar pelo BCN/Osasco cujo técnico foi Zé Roberto Guimarães competindo por este no Campeonato Paulista de 2002 e conquistou seu bicampeonato.Ainda em 2002 foi campeã do Grand Prix Brasil e da edição do Salonpas Cup realizado em Fortaleza-Brasil  e na Superliga 2002-03 foi campeã pela primeira vez e marcou 164 pontos, 97 de ataques, 62 de bloqueios e 5 de saques.
Permaneceu nas competições de 2003-04 no clube anteriormente citado, agora utilizando a alcunha de Finasa/Osasco, pelo qual conquistou o título do Campeonato Paulista de 2003 e na Superliga Brasileira A 2003-04, conquista o bicampeonato nacional consecutivo na edição da Superliga Brasileira A 2003-04 e marcou 55 pontos, 34 de ataques, 19 de bloqueios e 2 de saques.Pelo Finasa/Osasco  conquistou o vice-campeonato do Salonpas Cup 2004, campeã do Torneio Internacional Top Volley na Basiléia-Suíça e neste mesmo ano foi ouro nos Jogos Regionais e obteve o título da Copa São Paulo, mesmo feito obtido  quando disputou o Campeonato Paulista, ocasião que obteve seu tricampeonato consecutivo nesta competição,a  exemplo da conquista do tricampeonato consecutivo nacional na edição da Superliga Brasileira A 2004-05 registrou 18 pontos, 10 de ataques, 6 de bloqueios e 2 de saques.
Em 2005 é contratada pelo Oi/Macaé e foi vice-campeã do Campeonato Carioca deste ano e por tal clube isputou a Superliga Brasileira A 2005-06 conquistando o inédito bronze nesta edição.Na jornada seguinte é contratada pelo Rexona/Ades e conquista o título do campeonato carioca em 2006 e ainda obteve o bicampeonato no extinto Salonpas Cup de 2006 em São Paulo 
e conquistou o ouro no Torneio Internacional Top Volley  deste ano e seu tetracampeonato nacional na edição da Superliga Brasileira A 2006-07.
Na temporada 2007-08 atuou no voleibol espanhol, sendo contratada pelo Spar Tenerife Marichal  disputou a edição correspondente da Liga dos Campeões da Europa, alcançando o terceiro lugar no Grupo E  e avançou até a fase dos Playoffs 12; alcançou por este clube espanhol o quarto lugar na Copa de S.M.  Rainha da Espanha de 2007, o vice-campeonato da Supercopa da Espanha, realizada em Benidorm e obteve o bronze na Superliga Espanhola A.
Em sua segunda jornada consecutiva no mesmo clube espanhol, desta vez utilizou a alcunha de : Tubillete.com Tenerife Marichal, conquistou em Tenerife o título da Supercopa  da Espanha de 2008 e na Superliga Espanhola A encerrou na sexta posição.Dani foi repatriada na temporada 2009-10 pelo Vôlei Futuro sendo por este vice-campeã dos Jogos Abertos do Interior de Santo André 2009, no mesmo ano foi vice-campeã do Torneio Internacional Top Volley sediado na Suíça; e disputou a edição a Superliga Brasileira A 2009-10 e outra vez disputa por um clube as quartas de final e encerrou em quinto lugar.
Reforçou o plantel do Sollys/Osasco em  2010 o bronze no Campeonato Paulista de 2010 e foi campeã da Copa São Paulo no mesmo ano.Pelo Solly/Osasco disputou o Campeonato Sul-Americano de Clubes de 2010, este sediado em Lima-Peru quando conquistou o a medalha de ouro na competição e a qualificação para o Campeonato Mundial de Clubes no mesmo ano  e disputou a referida edição do Mundial de Clubes realizado em Doha-Qatar. Camisa#3 e capitã da equipe e contribuiu na conquistou a medalha de prata na edição.Competiu por esse clube na Superliga Brasileira A 2010-11 e sagrou-se vice-campeã da edição.
Nas competições de 2011-12 atuou no voleibol francês, e defendeu o Hainaut Volley alcançando o sexto lugar na Liga A Francesa registrando 78 pontos de ataques, 53 de bloqueios e 13de saques, 18,6% de eficiência na defesa.Na jornada 2012-13 encerrou na décima primeira colocação, ou seja, na penúltima da Liga A Francesa, registrando 51 pontos de ataques, 27 de bloqueios e 12 de saques.
Repatriada pelo São Bernardo Vôlei no período esportivo 2013-14 encerrou  na décima posição na Superliga Brasileira A 2013-14 e não renovou com este clube para jornada 2014-15.

## Títulos e resultados
- Superliga Brasileira A:2002-03[2][4], 2003-04[2][4], 2004-05[2][4], 2006-07[4][5]
- Superliga Brasileira A:2005-06[4], 2007-08[22]
- Superliga Brasileira A:1997-98[4]
- Supercopa da Espanha:2008[23]
- Supercopa da Espanha:2007[21]
- Copa de S.M. Rainha da Espanha:2007 [20]
- Copa dos Clubes Campeões:2001[2]
- Jogos Abertos de São Paulo:2004[2]
- Jogos Abertos de São Paulo:2009 [25]
- Campeonato Paulista:1999 [5], 2002,2003,2004[2]
- Campeonato Paulista:2010
- Campeonato Paulista Juvenil:1998[2]
- Campeonato Carioca:2006[15]
- Campeonato Carioca:2005
- Copa São Paulo:2004[2] e2010[29]

## Premiações individuais
[carece de fontes?]